# Страоане (Вранча)
Страоане (рум. Străoane) насеље је у Румунији у округу Вранча у општини Страоане. Oпштина се налази на надморској висини од 326 m.

## Становништво
Према подацима из 2002. године у насељу је живело 4023 становника, од којих су сви румунске националности.

### Хронологија
| Година       | 1992 | 1993 | 1994 | 1995 | 1996 | 1997 | 1998 | 1999 | 2000 | 2001 | 2002 | 2003 | 2004 | 2005 | 2006 | 2007 | 2008 | 2009 | 2010 | 2011 | 2012 | 2013 | 2014 | 2015 | 2016 | 2017 |
| ------------ | ---- | ---- | ---- | ---- | ---- | ---- | ---- | ---- | ---- | ---- | ---- | ---- | ---- | ---- | ---- | ---- | ---- | ---- | ---- | ---- | ---- | ---- | ---- | ---- | ---- | ---- |
| Становништво | 4333 | 4266 | 4195 | 4132 | 4113 | 4094 | 4040 | 4033 | 4031 | 4005 | 3979 | 3937 | 3948 | 3907 | 3887 | 3845 | 3819 | 3818 | 3769 | 3772 | 3757 | 3729 | 3692 | 3673 | 3658 | 3597 |